# Escordiscos

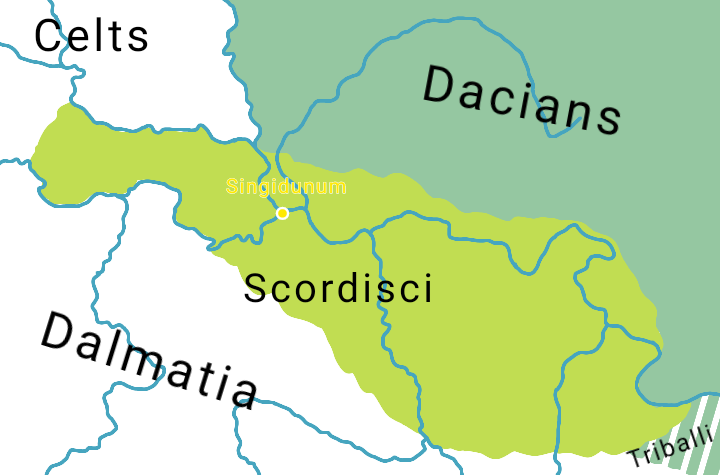
O mapa do estado tribal Scordisci e seus vizinhos

Os escordiscos ( em grego clássico: Σκορδίσκοι), escordíscios (em latim: Scordiscii) ou escordistas (Scordistae) eram um grupo cultural da Idade do Ferro que surgiu após a colonização celta do sudeste da Europa e que se concentrava no território da atual Sérvia, na confluência dos rios Savo (Sava), Dravo (Drava), Margo (Morava) e Danúbio. Foram historicamente notáveis desde o início do século III até a virada da era comum, e se consolidaram num Estado tribal. No seu apogeu, seu território central se estendia por regiões que compreendiam partes da atual Sérvia, Croácia, Bulgária e Romênia, enquanto sua influência se espalhava ainda mais. Após a conquista romana no século I, seus territórios foram incluídos nas províncias romanas da Panônia, Mésia e Dácia.
Os escordiscos eram um reino do povo celta formado após a invasão gaulesa dos Balcãs, viviam juntos ou muito próximos dos trácios de acordo com descobertas arqueológicas de fossos e tesouros e abrangem do século III ao I a.C.. A origem do nome escordiscos se comparada a idiomas das regiões mais próximas como o albanês tem como significado "lagarto" " tritão" ou animal semelhante.

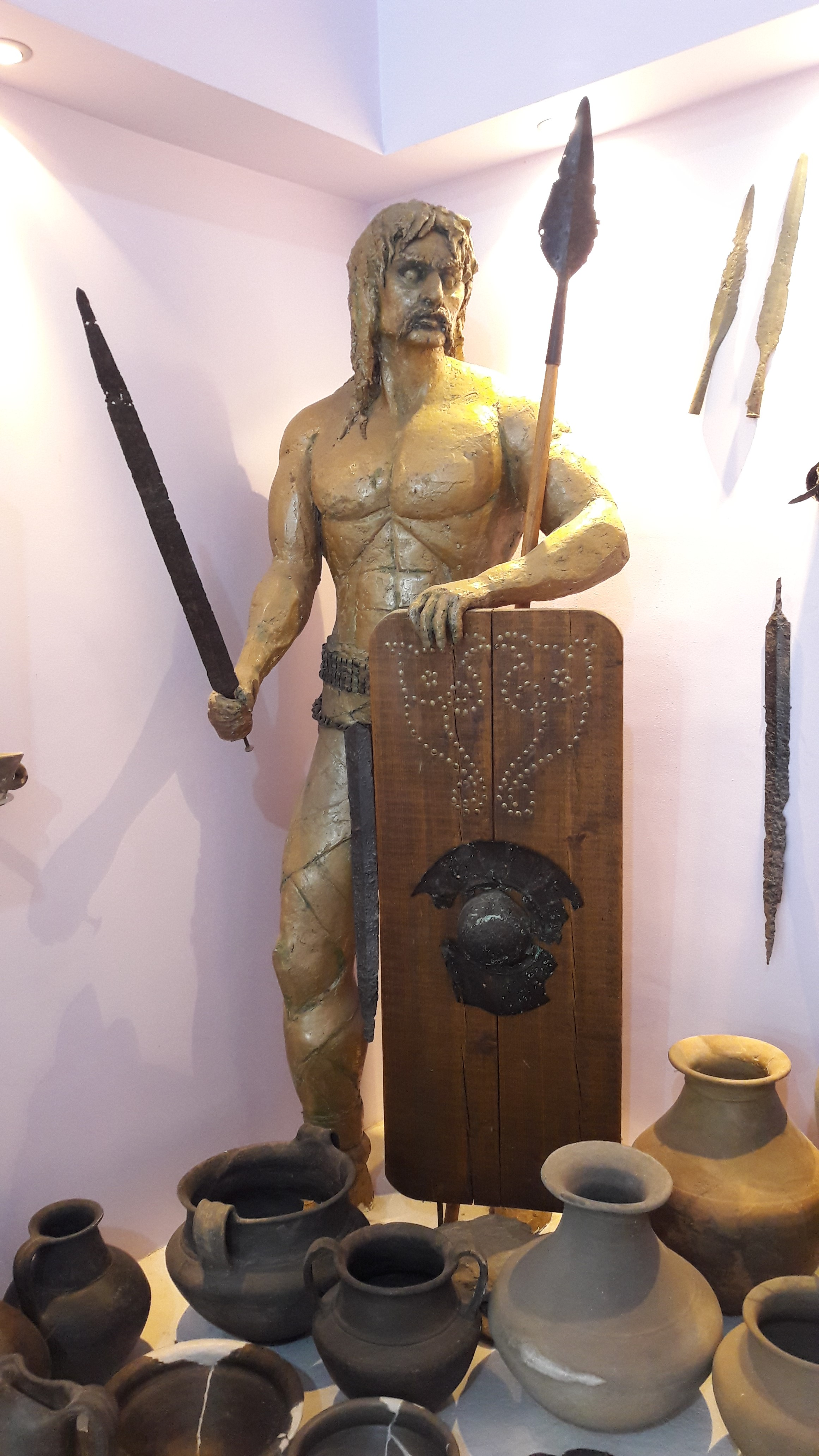
Estatua representando um guerreiro escordisco, em exposição no Museu Nacional em Požarevac, na Sérvia

1. ↑  Wilkes 1992, p. 84 "Autariatae at the expense of the Triballi until, as Strabo remarks, they in their turn were overcome by the Celtic Scordisci ..."